# Fort d'Émines
Le fort d'Emines, construit entre les villages d'Émines et de Saint-Marc, est l'un des neuf forts construits entre 1888 et 1892 autour de Namur en Belgique, conjointement à ceux de Liège, afin de défendre la neutralité du pays contre les velléités françaises (ou allemandes pour Liège) qui étaient susceptibles d'emprunter la vallée de la Meuse pour s'envahir l'un l'autre en bafouant la neutralité belge au passage. Tous ces forts ont été conçus par le général Henri Alexis Brialmont et mettent en œuvre un béton non-armé, matériau assez novateur à l'époque. Il est positionné au nord de la ville et est considéré comme l'un des « petits » forts de la ceinture namuroise.

## Les événements de 1914

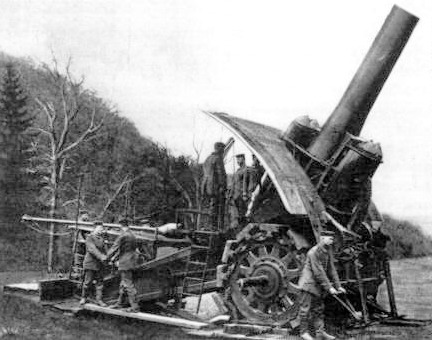
Obusier allemand Krupp de 420 mm type M "Grosse Bertha"

En 1914, les bombardements sur le fort débutent le 23 août avec des tirs de petit calibre, alors que l'artillerie allemande a déjà perforé la ceinture namuroise en concentrant son attaque sur Marchovelette, Maizeret et Andoy (et - dans un second temps - Cognelée), les forts les plus à l'est, qui ont été mis hors jeu, provoquant la décision d'évacuer la garnison de la ville. Les Allemands, ayant appris lors du siège de Liège que la prise de ces forts par l'infanterie était trop coûteuse en vies, mirent en œuvre leurs pièces les plus lourdes (notamment des obusiers de type M "Grosse Bertha", de calibre 420 mm (soit deux fois le diamètre et 10 fois le poids unitaire des munitions prises en compte pour dimensionner le blindage des forts). Le fort d'Émines succombera sous ces obusiers lourds le 24 août.
Il sera renforcé comme les autres forts par l'occupant, qui le dotera notamment
- d'un blindage intérieur en tôle ondulée cintrée,
- d'anneaux en béton armé autour des tourelles,
- de guérites permettant une position favorable lors de combats sur le fort même,
- de ventilation forcée,
- d'un tunnel reliant la contrescarpe au bâti central, utile en cas de prise des fossés par l'ennemi ou de bombardement,
- d'une génératrice au diesel remplaçant la machine à vapeur d'origine.

## La Seconde Guerre mondiale

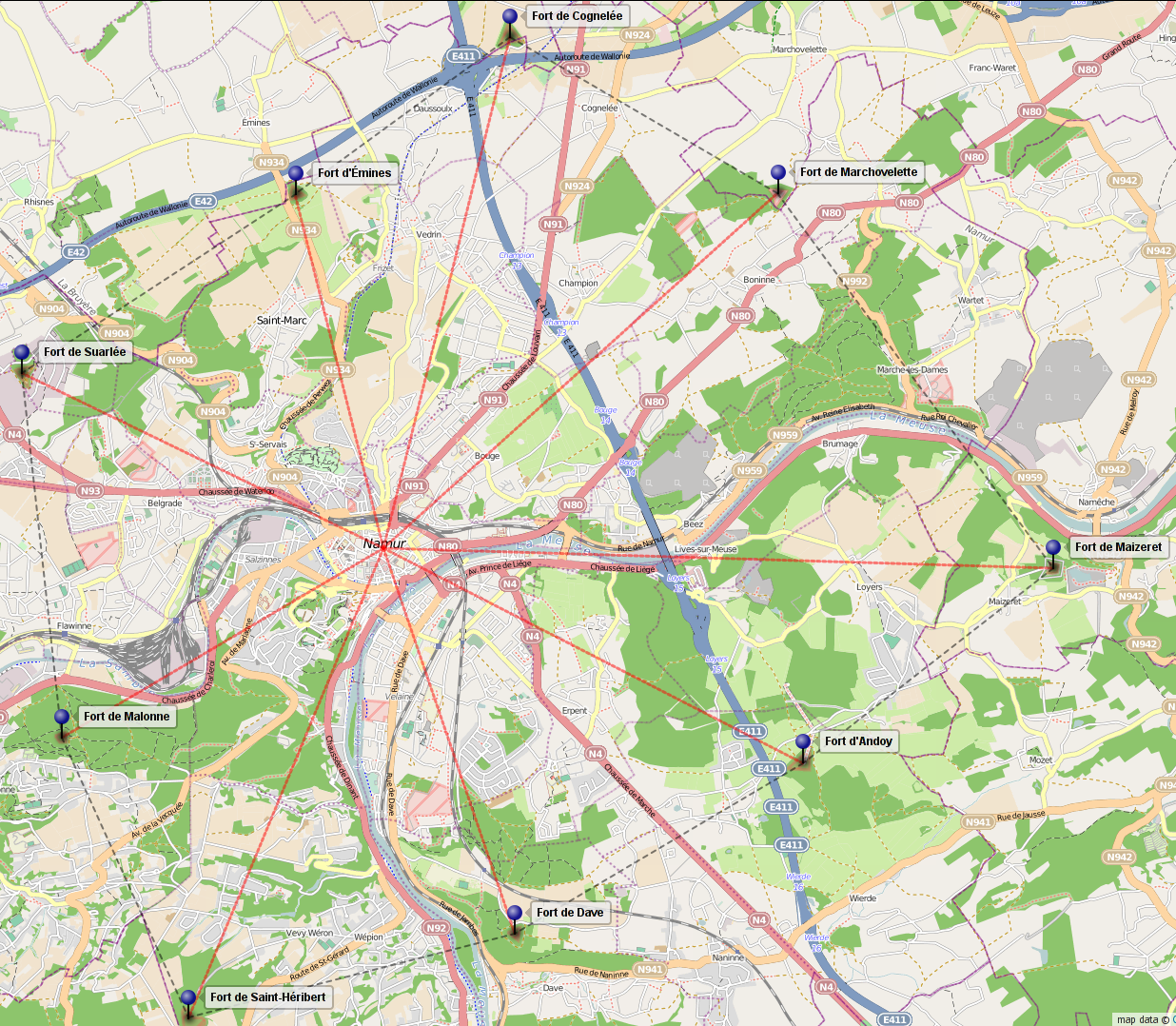
[http://umap.openstreetmap.fr/fr/map/positions-fortifiee-namur_6068 Vue d'ensemble de la position fortifiée de Namur sur uMap

Parmi les 9 forts, Émines est l'une des deux installations à ne pas avoir été réarmée entre les deux guerres dans le cadre de la position fortifiée de Namur. L'endroit fut utilisé comme entrepôt de munition (ce qui est toujours visible aux baraquements en maçonnerie légère construits dans le fossé des saillant II et III). Deux bunkers furent ajoutés au massif central pour renforcer la défense à courte portée du bâtiment, qui reçut un second accès en contre escarpe pour faciliter le mouvement du charroi.

## Démilitarisation et vente

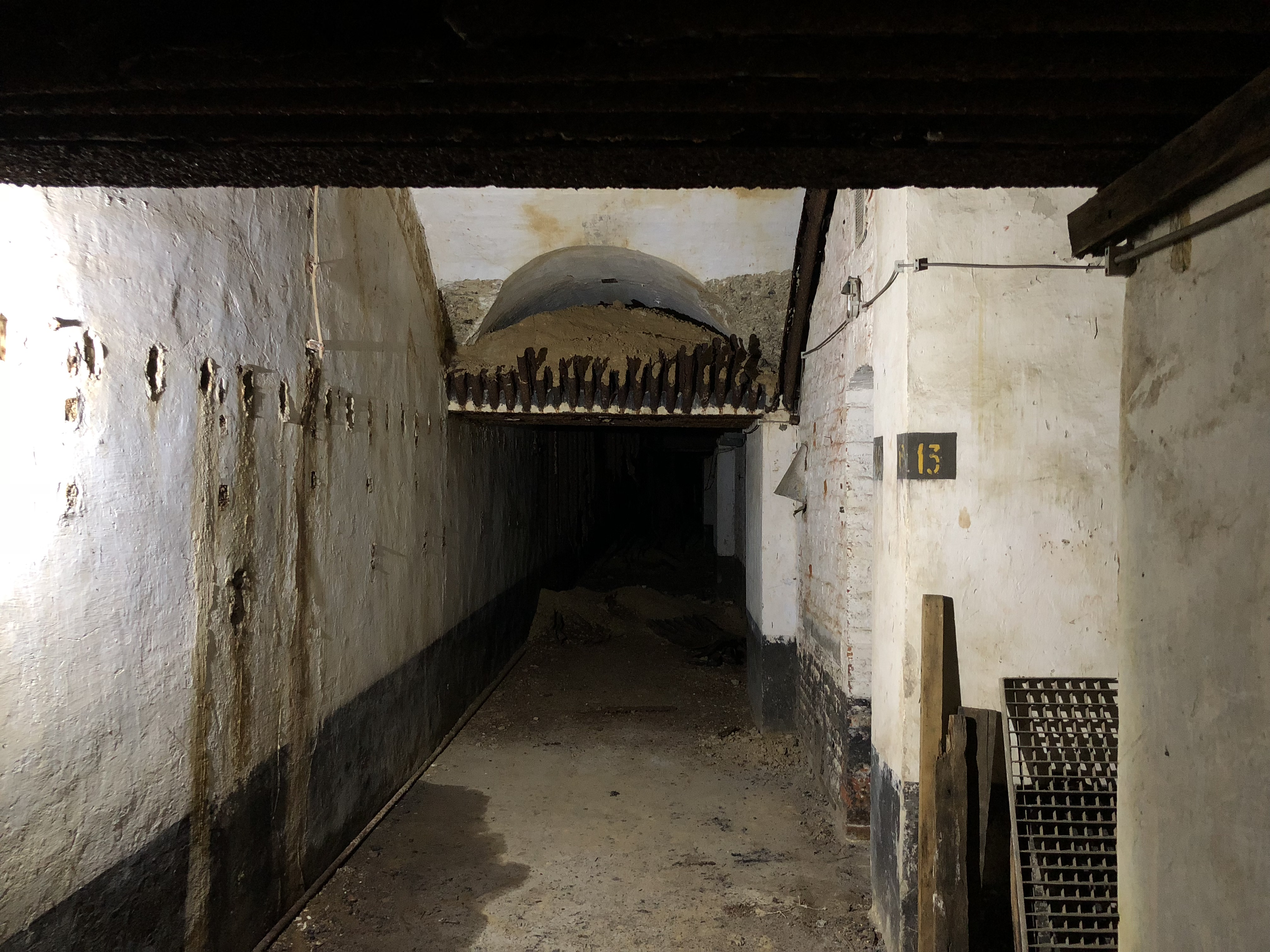
L'intérieur du fort

A la fin du XXe siècle, aucun des forts de Namur ne faisait l'objet d'une mise en valeur muséale. Le Fort d'Émines fut le moins dégradé par le second conflit mondial, les eaux ou les usages ultérieurs et - n'ayant pas été réarmé avant le second conflit armé - il témoigne de l'aménagement de l'édifice tel qu'il était lors du premier conflit mondial (mis à part les aménagements des fossés afin d'y stocker des munitions). La plupart des forts - dont celui d'Emines - font encore partie du domaine militaire, mais s'ils sont souventsans usage.
- En février 1991, la commune de La Bruyère, dont fait partie l'entité d'Émines, prévoyait d'en faire une décharge de classe 3 (déchets inertes : gravats et terres), suscitant la protestation du cercle d'histoire locale "La maison de la mémoire rurale". Projet temporairement mis au frigo et en mars 1992, le sujet est à nouveau abordé, ce qui se traduit par l'inscription au budget 2013 d'une provision d'un million de francs belges en vue d'acquérir l'édifice, sans but clair (pour cause de dissension entre les partenaires de la majorité communale, qui balance entre valorisation patrimoniale et utilisation comme décharge)[2].

- La saga se termine en 1994, année ou l'armée belge met en vente une série de domaines inutilisés, dont ce fort. La commune n'est pas en mesure d'acquérir le fort, et un particulier le rachète en vue d'une préservation "passive" (sans exploitation touristique) et de l'utilisation de ces 6 hectares boisés comme domaine de chasse[3].

## Valorisation patrimoniale dans le cadre du centenaire de la Première Guerre mondiale
- Le fort, relativement bien conservé, fait l'objet ponctuellement de visites confidentielles.

- Un projet voit le jour début 2014 en vue d'un aménagement dans le cadre des commémorations du centenaire du premier conflit mondial[4]. Si l'avis des pompiers sur la sécurité du bastion central ne permet pas d'y faire venir de groupes de visiteurs, les extérieurs et locaux de contrescarpe donneront matière à une visite intéressante. La province de Namur obtient un financement pour toiletter le site, y réinstaller de l'éclairage (alimenté par un groupe électrogène) et des panneaux didactiques.

- En août 2015, Albert Hublet, propriétaire privé du fort, le met en vente pour la somme d'un million d'euros. La commune de La Bruyère se montre intéressée, mais pour un prix moindre[5].

- La nuit du 31 octobre au 1 novembre 2015, plusieurs centaines de personnes pénètrent illégalement sur le site en forçant différents accès, en vue d'y organiser une rave-party illégale. Des murs et inscriptions historiques sont détruites par les fêtards. Des croix gammées sont notamment taguées. Certaines installations didactiques liées les visites touristiques sont également détruites[6],[7]. Le site sera remis en état afin de pouvoir être à nouveau exploité touristiquement.

- En 2018, la province de Namur - qui a toujours un accord d'occupation et de valorisation du site dans le cadre des commémorations de 1914-1918 - y organise une occupation artistique donnant lieu à diverses installations artistiques démontables : anamorphoses monumentales de Georges Rousse, sculptures de Renato Nicolodi, photos et collages de Juan Paparella[8],[9].

- Début 2021, le club de tir de Namur envisage de l'acquérir pour y installer des stands de tir dans les fossés, tout en laissant la porte ouverte à une exploitation touristico-patrimoniale des locaux[10]. Il voit cependant sa demande de permis d'urbanisme recalée, notamment suite aux réactions négatives recueillie lors de l'enquête publique accompagnant la procédure[11].
- De guerre lasse, le propriétaire signifie au cercle d'histoire locale, qui organise régulièrement des visites du site, qu'il souhaite y mettre un terme; Considérant que ces visites ne facilitent pas la revente du site, même en ayant revu à la baisse du prix demandé[12].

## Un projet de centre de loisir
Début 2025, les communes de La Bruyère et Namur reçoivent une demande de permis d'urbanisme pour le site (situé à cheval sur leurs deux territoires). Déposé par la société Magellan Leisure qui a acquis le site, il vise à en faire un centre de loisir mixte, avec un volet nature (escalade, accrobranche...) et un volet patrimonial (valorisation du bâti militaire). La demande reçoit un avis positif avec quelques réserves. Un site web, des pages facebook et instagram sont activés en avril et juin, pour - dans un premier temps - proposer l'utilisation événementielle du site "en l'état", sans préciser de calendrier d'ouverture d'activités à destination du grand public. Le projet est en route depuis 2023 selon une publication facebook de "Visit la Bruyère".